# Суботица (Александровац)
Суботица је насеље у Србији у општини Александровац у Расинском округу. Према попису из 2022. има 511 становника (према попису из 2011. било је 630 становника). Село се налази у Александровачкој Жупи.
У Суботицу је 2011. године стигао водовод који село снабдева водом из хидроакомулације Ћелије.

## Демографија
У насељу Суботица живи 606 пунолетних становника, а просечна старост становништва износи 46,3 година (44,3 код мушкараца и 48,3 код жена). У насељу има 204 домаћинства, а просечан број чланова по домаћинству је 3,50.
Ово насеље је у потпуности насељено Србима (према попису из 2002. године), а у последња три пописа, примећен је пад у броју становника.
|  |

| Демографија | Демографија | Демографија |
| Година      | Становника  | Становника  |
| ----------- | ----------- | ----------- |
| 1948.       | 1.017       |             |
| 1953.       | 1.067       |             |
| 1961.       | 995         |             |
| 1971.       | 916         |             |
| 1981.       | 851         |             |
| 1991.       | 838         | 833         |
| 2002.       | 715         | 724         |
| 2011.       | 630         |             |
| 2022.       | 511         |             |

| Етнички састав према попису из 2002.‍ | Етнички састав према попису из 2002.‍ | Етнички састав према попису из 2002.‍ | Етнички састав према попису из 2002.‍ | Етнички састав према попису из 2002.‍ |
| ------------------------------------ | ------------------------------------ | ------------------------------------ | ------------------------------------ | ------------------------------------ |
|                                      |                                      |                                      |                                      |                                      |
| Срби                                 | Срби                                 |                                      | 715                                  | 100,0%                               |
| непознато                            | непознато                            |                                      | 0                                    | 0,0%                                 |

| Година пописа     | 1948. | 1953. | 1961. | 1971. | 1981. | 1991. | 2002. |
| ----------------- | ----- | ----- | ----- | ----- | ----- | ----- | ----- |
| Број домаћинстава | 147   | 156   | 174   | 220   | 222   | 214   | 204   |

| Број чланова      | 1  | 2  | 3  | 4  | 5  | 6  | 7  | 8 | 9 | 10 и више | Просек |
| ----------------- | -- | -- | -- | -- | -- | -- | -- | - | - | --------- | ------ |
| Број домаћинстава | 26 | 57 | 33 | 21 | 28 | 25 | 11 | 2 | 1 | 0         | 3,50   |

| Пол    | Укупно | Неожењен/Неудата | Ожењен/Удата | Удовац/Удовица | Разведен/Разведена | Непознато |
| ------ | ------ | ---------------- | ------------ | -------------- | ------------------ | --------- |
| Мушки  | 319    | 84               | 210          | 20             | 5                  | 0         |
| Женски | 317    | 43               | 211          | 59             | 4                  | 0         |
| УКУПНО | 636    | 127              | 421          | 79             | 9                  | 0         |

| Пол    | Укупно                    | Пољопривреда, лов и шумарство | Рибарство                            | Вађење руде и камена | Прерађивачка индустрија       |
| ------ | ------------------------- | ----------------------------- | ------------------------------------ | -------------------- | ----------------------------- |
| Мушки  | 169                       | 104                           | 0                                    | 0                    | 44                            |
| Женски | 100                       | 61                            | 0                                    | 0                    | 18                            |
| УКУПНО | 269                       | 165                           | 0                                    | 0                    | 62                            |
| Пол    | Производња и снабдевање   | Грађевинарство                | Трговина                             | Хотели и ресторани   | Саобраћај, складиштење и везе |
| Мушки  | 0                         | 5                             | 6                                    | 1                    | 1                             |
| Женски | 0                         | 1                             | 4                                    | 2                    | 2                             |
| УКУПНО | 0                         | 6                             | 10                                   | 3                    | 3                             |
| Пол    | Финансијско посредовање   | Некретнине                    | Државна управа и одбрана             | Образовање           | Здравствени и социјални рад   |
| Мушки  | 0                         | 0                             | 3                                    | 3                    | 0                             |
| Женски | 1                         | 0                             | 1                                    | 5                    | 5                             |
| УКУПНО | 1                         | 0                             | 4                                    | 8                    | 5                             |
| Пол    | Остале услужне активности | Приватна домаћинства          | Екстериторијалне организације и тела | Непознато            | Непознато                     |
| Мушки  | 1                         | 0                             | 0                                    | 1                    | 1                             |
| Женски | 0                         | 0                             | 0                                    | 0                    | 0                             |
| УКУПНО | 1                         | 0                             | 0                                    | 1                    | 1                             |